# بوبي توماس
بوبي توماس (بالإنجليزية: Bobby Thomas)‏ هو معلم موسيقى أمريكي، ولد في 14 نوفمبر 1932 في نيوآرك في الولايات المتحدة، وتوفي في 20 أكتوبر 2013.

## وصلات خارجية
- بوبي توماس على موقع ميوزك برينز (الإنجليزية)
- بوبي توماس على موقع ديسكوغز (الإنجليزية)